# Buxheim (Souabe)
Pour les articles homonymes, voir Buxheim.
Buxheim est une commune de Bavière (Allemagne), située dans l'arrondissement d'Unterallgäu, dans le district de Souabe.